# Deuteragenia immarginata
Deuteragenia immarginata (лат.) — вид дорожных ос (Pompilidae).

## Распространение
Палеарктика: Дальний Восток (Приморский край, Сахалин, Курильские острова, Япония).

## Описание
Длина тела самок 4,3—9,0 мм, самцов — 3,3—6,5 мм. Основная окраска тела чёрная (конечности светлее). Гнездится в стеблях засохшего тростника. Предположительно, как и другие виды своего рода охотятся на пауков.